# PASO (demo)
A Pannonia Allstars Ska Orchestra első szerzői kiadású demófelvétele, 2003. november 21-én jelent meg.

## Számok
|    | Cím                    | Hossz |
| -- | ---------------------- | ----- |
| 1. | P.A.S.O.               | 05:14 |
| 2. | Bemegyek a városba     | 05:07 |
| 3. | The World Has Gone Mad | 04:46 |
| 4. | Rosszfiúk              | 06:09 |
| 5. | Babylon                | 04:21 |
| 6. | Lehettem volna         | 04:25 |
| 7. | JAHdgement             | 08:15 |
| 8. | Gagarin                | 04:42 |